# Perry Rhodan Neo
| Epoche                                | Staffel                | Taschenhefte | Taschenhefte |
| Epoche                                | Staffel                | von          | bis          |
| ------------------------------------- | ---------------------- | ------------ | ------------ |
| 1. Epoche                             | Vision Terrania        | 1            | 8            |
| 1. Epoche                             | Expedition Wega        | 9            | 16           |
| 1. Epoche                             | Das Galaktische Rätsel | 17           | 24           |
| 1. Epoche                             | Vorstoß nach Arkon     | 25           | 36           |
| 1. Epoche                             | Das Große Imperium     | 37           | 48           |
| 1. Epoche                             | Arkon                  | 49           | 60           |
| 1. Epoche                             | Epetran                | 61           | 72           |
| 1. Epoche                             | Protektorat Erde       | 73           | 84           |
| 1. Epoche                             | Kampfzone Erde         | 85           | 100          |
| 2. Epoche (Die Liduuri)               | Die Methans            | 101          | 110          |
| 2. Epoche (Die Liduuri)               | Die Posbis             | 111          | 120          |
| 2. Epoche (Die Liduuri)               | Arkons Ende            | 121          | 130          |
| 2. Epoche (Die Liduuri)               | Meister der Sonne      | 131          | 140          |
| 2. Epoche (Die Liduuri)               | METEORA                | 141          | 150          |
| 3. Epoche (Das kosmische Schachspiel) | Die Zweite Insel       | 151          | 160          |
| 3. Epoche (Das kosmische Schachspiel) | Mirona                 | 161          | 170          |
| 3. Epoche (Das kosmische Schachspiel) | Die Blues              | 171          | 180          |
| 3. Epoche (Das kosmische Schachspiel) | Die Allianz            | 181          | 190          |
| 3. Epoche (Das kosmische Schachspiel) | Die Bestien            | 191          | 199          |
| 4. Epoche (Dunkelleben)               | Die Solare Union       | 200          | 209          |
| 4. Epoche (Dunkelleben)               | Das Compariat          | 210          | 219          |
| 4. Epoche (Dunkelleben)               | Arkon erwacht          | 220          | 229          |
| 4. Epoche (Dunkelleben)               | Sagittarius            | 230          | 239          |
| 4. Epoche (Dunkelleben)               | Nonagon                | 240          | 249          |
| 5. Epoche                             | Die Tiefe              | 250          | 259          |
| 5. Epoche                             | Arkons dunkle Zeit     | 260          | 269          |
| 5. Epoche                             | Leticron               | 270          | 279          |
| 5. Epoche                             | Odyssee                | 280          | 289          |
| 5. Epoche                             | Revolution             | 290          | 299          |
| 6. Epoche                             | Chronopuls             | 300          | 309          |
| 6. Epoche                             | Aphilie                | 310          | 319          |
| 6. Epoche                             | Catron                 | 320          | 329          |
| 6. Epoche                             | Primat                 | 330          | 339          |

Perry Rhodan Neo ist der Titel einer deutschen Science-Fiction-Serie, die seit dem 30. September 2011 zweiwöchentlich in Form von Taschenheften bei der Verlagsunion Pabel-Moewig (VPM), einer Tochter der Bauer Media Group, erscheint. Der Untertitel der Serie lautet »Die Zukunft beginnt von vorn« – sie ist als alternativer Neustart der Heftroman-Serie Perry Rhodan gedacht. Wie die Serie Perry Rhodan auch ist Perry Rhodan Neo eine Fortsetzungsgeschichte, in der jeder Roman auf dem vorhergehenden aufbaut.
Perry Rhodan und Perry Rhodan Neo bilden jeweils einen komplett voneinander unabhängigen „eigenen Kosmos“. Nach Aussage des Chefredakteurs Klaus N. Frick wird es weder Überschneidungen noch Referenzen wie zu den Atlan-Serien geben. Auch ein Crossover wurde ausgeschlossen. Viele Figuren der Serie Perry Rhodan kommen dem Namen nach auch in der Serie Perry Rhodan Neo vor, ansonsten unterscheiden sich die Serien aber stark voneinander.

## Allgemeines
Während die Perry-Rhodan-Heftromanserie von den geopolitischen Begebenheiten der Welt Mitte des 20. Jahrhunderts ausging und die Handlung in einer nahen Zukunft beginnen ließ, geht Perry Rhodan Neo 50 Jahre später von der realen Welt des frühen 21. Jahrhunderts aus und beginnt ebenfalls in einer nahen Zukunft. So fliegt Perry Rhodan nicht im Jahre 1971 zum Mond, sondern in Neo 1 erst 2036. Die Handlung nimmt somit aufgrund der veränderten Ausgangslage einen anderen Verlauf. Die klassischen Motive der Perry-Rhodan-Serie werden ebenfalls in eine nahe Zukunft verlagert und entsprechend interpretiert. Es werden neue Figuren eingeführt und bekannte Figuren in neuem Licht gezeigt. Mit zunehmender Laufzeit der Serie entfernt sich Perry Rhodan Neo immer weiter vom Original.
Die Serie erscheint zweiwöchentlich in Taschenheften à 160 Seiten. Im Gegensatz zur Originalserie, die in Zyklen mit bis zu 100 Romanen gegliedert ist, ist Perry Rhodan Neo in Staffeln zu je 8–12 Romanen untergliedert. Nach den drei ersten Staffeln mit je acht Taschenheften war die Serie von Neo 25 bis Neo 84 konsistent in Staffeln von 12 Romanen gegliedert. Nach einer Langstaffel aus 16 Heften gehen die Staffeln seit Neo 101 jeweils über zehn Romane. Ausnahme: die Staffel von Band 191–199 mit neun Romanen.
Neben den Taschenheften erscheint die Serie auch parallel als E-Book unter dem Label Perry Rhodan Digital, ebenfalls wie die gedruckten Taschenhefte bei VPM. Hinzu kommt ein paralleles und zeitgleiches Erscheinen als Hörbuch als Download, produziert von Eins A Medien. Jede Folge ist etwa sechs Stunden lang. Doppel-mp3-CD erscheinen leicht zeitversetzt (ca. 3–4 Monate). Seit 2014 werden sogenannte Bundle aufgelegt, die je vier Doppelausgaben, also insgesamt 8 mp3-CD umfassen. Sprecher sind Axel Gottschick und Hanno Dinger. Markus Klauk sprach Folge Nr. 2 ein, Tom Jacobs Nr. 4 und 6.
Die Serie erscheint in japanischer Übersetzung auch in Japan im Verlag Hayakawa Publishing Corporation.
Zwischen 2014 und 2018 erschien auch eine Buchausgabe der Serie als sogenannte Platin-Edition vier Mal im Jahr. Diese Hardcover-Sammelbände enthielten die Original-Taschenheft-Ausgaben der Serie in leicht überarbeiteter Form, ergänzt durch jeweils eine Kurzgeschichte je Band, die als Neo-Storys einige Monate später auch als E-Book veröffentlicht wurden.

## Erstellung der Romane
Die Arbeitsweise der Redaktion, der Exposé-Autoren und der schreibenden Autoren ist ähnlich wie bei der Perry-Rhodan-Serie. Die Serie wird von den so genannten Exposé-Autoren in Zusammenarbeit mit dem Chefredakteur der Serie gelenkt. Diese arbeiten auf Autorenkonferenzen die Rahmenhandlung der fortlaufenden Erzählung aus. Alle Autoren erhalten die Exposés aller Romane, um die Serienhandlung verfolgen und beachten zu können. Ein Exposé enthält die Handlung des jeweiligen Romans, Hintergrundinformationen zur Gesamthandlung und -einordnung sowie technische und wissenschaftliche Daten.

## Team

### Chefredakteur
Verlagsseitig beim Rechteinhaber ist der Chefredakteur die wesentliche Person. Dies waren bzw. sind:
- Klaus N. Frick (1995– )

| - Olaf Brill - Marie Erikson - Lucy Guth - Kai Hirdt - Christian Montillon (Christoph Dittert) - Madeleine Puljic - Rüdiger Schäfer - Roman Schleifer - Susan Schwartz (Uschi Zietsch) - Michael Tinnefeld - Marlene von Hagen - Ruben Wickenhäuser - Stefan Pannor | - Frank Borsch - Michael H. Buchholz † - Marc A. Herren - Alexander Huiskes - Leo Lukas - Michael Marcus Thurner - Hermann Ritter - Bernd Perplies - Wim Vandemaan - Rainer Schorm † - Arno Endler - Robert Corvus - Michelle Stern - Oliver Fröhlich - Ben Calvin Hary - Oliver Plaschka | - Arndt Drechsler † - Horst Gotta - Dirk Schulz |